# Charles Henry Hardin
Charles Henry Hardin, född 15 juli 1820 i Kentucky, död 29 juli 1892 i Mexico, Missouri, var en amerikansk demokratisk politiker. Han var Missouris guvernör 1875–1877.
Hardin utexaminerades 1841 från Miami University i Oxford i Ohio. Därefter studerade han juridik i Missouri och inledde 1843 sin karriär som advokat. Mellan 1848 och 1852 arbetade han som åklagare.
Hardin var 1858 med om att grunda Audrain County Female Seminary som år 1873 döptes om till Hardin College.
Hardin efterträdde 1875 Silas Woodson som Missouris guvernör och efterträddes 1877 av John S. Phelps. Han blev 1890 hedersdoktor i juridik vid William Jewell College.
Hardin avled 1892 och gravsattes på en familjekyrkogård i Audrain County. Gravplatsen flyttades senare till Jewell Cemetery i Columbia.